# Plagiozopelma sukapisu
Plagiozopelma sukapisu är en tvåvingeart som beskrevs av Daniel J. Bickel 2005. Plagiozopelma sukapisu ingår i släktet Plagiozopelma och familjen styltflugor. Inga underarter finns listade i Catalogue of Life.